# Ippolito Sanfratello
Ippolito Sanfratello (Piacenza, 11 marzo 1973) è un ex pattinatore di velocità in-line e pattinatore di velocità su ghiaccio italiano.

## Biografia
Laureato in Economia e commercio all'Università Cattolica di Piacenza nel 1998, ha ottenuto grandissimi successi nel pattinaggio a rotelle, con 8 titoli mondiali (3 nello sprint e 5 nei 5000 metri) e il record mondiale sui 1000 metri.
Dedicatosi poi al pattinaggio su ghiaccio, affine alla sua precedente disciplina, è entrato in nazionale nel 2003 e ha ottenuto discreti risultati, fra cui il quinto posto agli Europei nei 1500 metri nella stagione 2005-06 e un quarto posto in una prova di Coppa del Mondo nello stesso anno.
Ai XX Giochi olimpici invernali del 2006, ha vinto l'oro nell'inseguimento a squadre insieme a Matteo Anesi, Enrico Fabris e Stefano Donagrandi.
Già Consigliere Federale della FIHP, dal novembre 2006 guida tutte le nazionali di pattinaggio corsa a rotelle.
Da Aprile 2015 è Segretario Generale della Federazione Italiana Sport del Ghiaccio (FISG).

## Palmarès

### Giochi olimpici invernali
- 1 medaglia:
  - 1 oro (inseguimento a squadre a Torino 2006)

### Campionati mondiali di pattinaggio di velocità - Distanza singola
- 1 medaglia:
  - 1 argento (inseguimento a squadre a Inzell 2005)

### Campionati mondiali di pattinaggio a rotelle
- 8 medaglie:
  - 8 ori[senza fonte]